# Time Between Dog and Wolf
Time Between Dog and Wolf (hangul: 개와 늑대의 시간; rr: Gae-wa Neukdae-ui Sigan) é uma série de televisão sul-coreana estrelada por Lee Joon-gi, Nam Sang-mi e Jung Kyung-ho. Esteve no ar entre, 18 de Julho de 2007 à 6 de setembro de 2007, pela MBC, sendo exibida todas as quartas e quinta-feiras, durante 16 episódios

## Sinopse
Após a morte da mãe de Lee Soo-hyun por membros de uma gangue, ele foi adotado pela família de Kang Min-ki. Juntos, eles cresceram como irmãos, melhores amigos e se tornaram Agente da NIS. Um dia, graças ao playboy Min-ki, Soo-hyun recontra Soo Ji-woo, uma amiga de infância que tinha fugido à Tailândia com sua mãe e seu pai adotivo.
Apesar desse reencontro, eles vão se separar novamente, por causa da busca de vingança de Soo-hyun contra a morte de sua falecida mãe, que foi assassinada pelo pai biológico de Soo-hyun.

## Elenco

### Principal
- Lee Joon-gi como Lee Soo-hyun / Kay
  - Park Gun-woo como Lee Soo-hyun (Jovem)

Ele é um agente do NIS. Por trás de seu comportamento quieto, ele tem um temperamento violento. Ainda jovem, ele perdeu a mãe quando ela foi morta por Mao, um membro de gangue. Kang Jung-ho, agente do NIS, o adotou e o criou junto com seu filho Min-ki. Depois de saber que Mao se tornou chefe da Tríade, ele se infiltra na gangue como agente secreto. Ele assume um novo nome, Kay, e se torna um gangster para ganhar a confiança de sua gangue. Sua vida se transforma em um caos devido à dor que ele não consegue abandonar em seu coração, o que o leva a ficar obcecado pela vingança e a perder muitas das coisas preciosas da vida.
- Nam Sang-mi como Soo Ji-woo
  - Jung Min-ah como Soo Ji-woo (Jovem)

Ela é diretora de arte. Ela tem uma personalidade brilhante e é muito atenciosa com as outras pessoas. Ela é honesta sobre seus sentimentos. Ela é a única filha do chefe da Tríade, Mao.
- Jung Kyung-ho como Kang Min-ki

Também agente do NIS, ele é filho biológico do pai adotivo de Lee Soo-hyun. Crescendo junto com Soo-hyun, ele percebe que sempre será a sombra de Soo-hyun aos olhos de todos. Mas ele não deixa isso atrapalhar o relacionamento próximo dele e de Soo-hyun. Ele anseia pela atenção de seu pai (que parece ter treinado apenas Soo-hyun) e pelo amor de Ji-woo, que está apaixonado por Soo-hyun. Ele muda durante a série de um sorriso despreocupado para olhos de vingança.

### De apoio
- Lee Ki-young como Kang Joong-ho, pai de Min-ki e agente da NIS
- Lee Mi-young como Myung-ae, a mãe de Min-ki
- Kim Kap-soo como Jung Hak-soo, o diretor da NIS
- Jung Kyung-soon - Supervisor da NIS
- Suh Dong-won como Choi Il-do, um ex-Agente da NIS
- Choi Jae-sung como Mao
- Choi Ji-ho como Ji Ra-peu, o "Girafa"
- Cha Soo-yun como Sya Oh-ming
- Jung Sung-mo como Seo Young-kil
- Park Hyo-joon como Ah-hwa
- Sung Ji-roo como Sr. Byun
- Jung Ho-bin como Presidente Chun
- Lee Tae-sung como Bae Sang-shik
- Kim Jung-nan como Yoo Kyung-hwa, a Mãe de Soo-hyun
- Hong Chung-min
- Park Hyuk-kwon
- Lee So-won
- Lee Do-ryun
- Park Hye-won
- Park Jae-woong
- Moon Jae-won
- Park Sun-woo

## Audiência
| Ep. | Data de transmissão original | Parcela média de audiência | Parcela média de audiência |
| Ep. | Data de transmissão original | AGB Nielsen                | AGB Nielsen                |
| Ep. | Data de transmissão original | Nacional                   | Seul                       |
| --- | ---------------------------- | -------------------------- | -------------------------- |
| 1 | 18 de julho de 2007          | 10.8% (9º)                 | 11.7% (9º)                 |
| 2 | 19 de julho de 2007          | 10.9% (10º)                | 12.0% (9º)                 |
| 3 | 25 de julho de 2007          | 13.7% (7º)                 | 14.3% (6º)                 |
| 4 | 26 de julho de 2007          | 15.1% (6º)                 | 16.2% (5º)                 |
| 5 | 1 de agosto de 2007          | 13.0% (6º)                 | 14.1% (7º)                 |
| 6 | 2 de agosto de 2007          | 14.1% (5º)                 | 15.3% (3º)                 |
| 7 | 8 de agosto de 2007          | 17.1% (3º)                 | 18.4% (2º)                 |
| 8 | 9 de agosto de 2007          | 17.1% (4º)                 | 18.6% (2º)                 |
| 9 | 15 de agosto de 2007         | 18.0% (3º)                 | 19.4% (2º)                 |
| 10 | 16 de agosto de 2007         | 16.7% (3º)                 | 17.0% (3º)                 |
| 11 | 22 de agosto de 2007         | 15.6% (7º)                 | 16.6% (7º)                 |
| 12 | 23 de agosto de 2007         | 15.8% (6º)                 | 16.8% (5º)                 |
| 13 | 29 de agosto de 2007         | 15.5% (6º)                 | 16.3% (6º)                 |
| 14 | 30 de agosto de 2007         | 16.3% (6º)                 | 16.7% (6º)                 |
| 15 | 5 de setembro de 2007        | 16.6% (6º)                 | 17.4% (6º)                 |
| 16 | 6 de setembro de 2007        | 16.7% (6º)                 | 17.3% (5º)                 |
| Média | Média                        | 15.2%                      | 16.1%                      |
| - Na tabela acima, os números em azul representam a audiência mais baixa e os números em vermelho representam a audiência mais alta. |                              |                            |                            |

## Prêmios
MBC Drama Awards de 2007
- Prêmio de Excelência, Ator - Lee Joon-gi[4]
- Prêmio de Excelência, Atriz - Nam Sang-mi[4]

Seoul International Drama Awards de 2008
- Prêmio de Popularidade do Internauta, Ator - Lee Joon-gi[5]
- Prêmio de Popularidade do Internauta, Atriz - Nam Sang-mi[5]
- Drama Favorito do Internauta[5]

## Transmissão internacional
A série foi ao ar no Japão através do canal via satélite WOWOW em fevereiro de 2008.